# Reting rinpocse

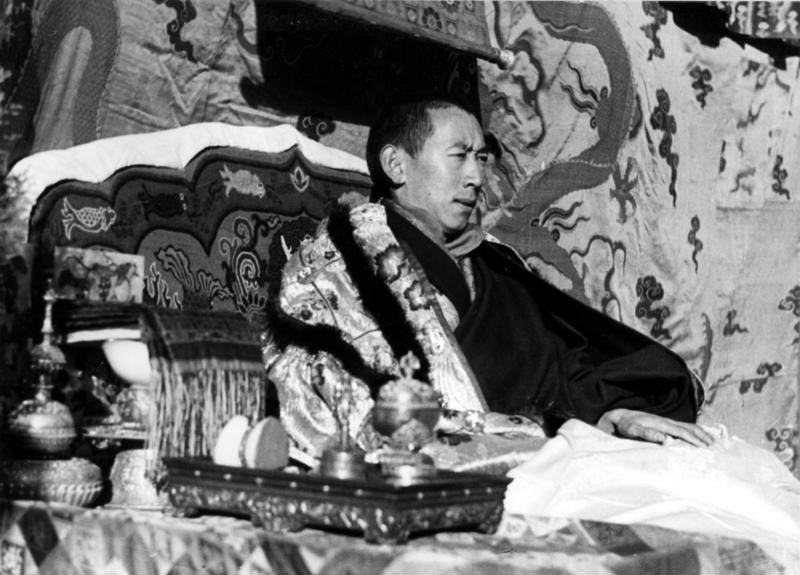
Dzsamphel Jese Gyalcen, 1938

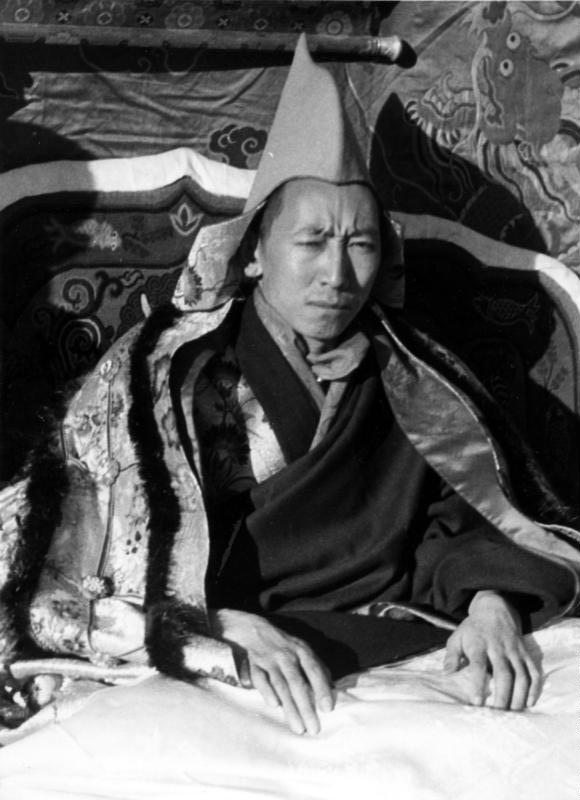
Dzsamphel Jese Gyalcen, 1938

A reting rinpocse (tibeti: རྭ་སྒྲེང་རིན་པོ་ཆེ, wylie: rwa-sgreng rin-po-che) a közép-tibeti Reting kolostor apátjának a címe. A jelenlegi rinpocse személyazonossága vita tárgyát képezi.

## A vonal története
Történelmileg a reting rinpocsék a dalai lámák reinkarnációinak a kiválasztásában is olykor szerepet játszottak. Emiatt sokan úgy vélik, hogy a kínai kormány megpróbált egy számára ideális embert megtenni az új reting rinpocse pozíciójába.

## Reting rinpocsék listája
1. Ngavang Csokden (1677–1751)
2. Lobszang Jese Tenpa Rabgye (1759–1815)
3. Ngavang Jese Cultrim Gyalcen (1816–1863)
4. Ngavang Lobszang Jese Tenpai Gyalcen (?)
5. Dzsamphel Jese Gyalcen (1912–1947)
6. Tenzin Dzsigme Thutob Vangcsuk (1948–1997)

## Az 5. Reting rinpocse régenssége
Az 5. reting rinpocse, Thubten Dzsamphel Jese Gyalcen (1911–1947, tibeti: ཐུབ་བསྟན་འཇམ་དཔལ་ཡེ་ཤེས་རྒྱལ་མཚན་, wylie: thub-bstan 'jam-dpal ye-shes rgyal-mtshan), jelentős szerepet játszott Tibet történelmében a jelenlegi dalai láma, Tendzin Gyaco régenseként. 1941-ben más vette át a helyét, amelyre úgy reagált, hogy felkelést szervezett. 1947-ben halt meg a Potala palota foglyaként, feltehetően mérgezés következtében. Az egyik őr tanúsítása szerint súlyosan bántalmazták fizikailag is a halála előtt. Melvyn C. Goldstein szerint többen is ezt állították, azonban az ezt követő vizsgálatok során tanulmányozták a korábbi régens testét és nem találtak rajta semmilyen külső sérelem nyomát.
Martin Scorsese Kundun című 1997-es filmjében jelentős figyelmet kap a rinpocse régenssége, bebörtönzése és halála.

## A 6. és a 7. Reting rinpocse
A 6. reting rinpocse pozíciójára két jelöltet állítottak, közülük az egyik már elhunyt.

### Tenzin Dzsigme és a reinkarnációja
Tenzin Dzsigme Lhászában született 1948-ban. A személyében ismerte fel a tibeti kormányzat az 5. reting rinpocse reinkarnációját 1951-ben. A pozícióba négy évvel később beavatták hivatalosan is. Ő azután is Tibetben maradt, hogy a kormány többsége elmenekült Indiába 1959-ben és utána.
1997-ben halt meg. Az őt követő új reinkarnációját a Kínai Népköztársaság jelölte ki, amelyet az egyházi szervezetek jogilag nem fogadtak el érvényesnek.

### A 6. reting hutukthu
A 6. reting rinpocse pozíciójának másik jelöltje a 6. reting hutukthu nevet viseli. Állítások szerint a tibeti kormányzat az 5. reting rinpocse halála után továbbra is elnyomta a reting vonalat, ugyanis jogtalan jelöltet állítottak, akit azután magára is hagytak Tibetben. Jelenleg titkos helyen él Indiában.